# Albert Batyrgaziev
Albert Batyrgaziev (russo:  Альберт Ханбулатович Батыргазиев; IPA: [ɐlʲˈbʲerd bətɨrɡɐˈzʲi(ɪ̯)ɪf]; Babayurt, 23 de junho de 1998) é um boxeador russo, campeão olímpico.

## Carreira
Batyrgaziev foi campeão de kickboxer quando adolescente antes de se dedicar ao boxe em 2016. Como amador, representou a Rússia no Campeonato Mundial de 2019. Ele conquistou a medalha de ouro nos Jogos Olímpicos de Verão de 2020 em Tóquio, após derrotar o estadunidense Duke Ragan na categoria peso pena e consagrar-se campeão como representante do Comitê Olímpico Russo.